# Щанкіна Катерина Михайлівна
Катерина Михайлівна Виноградова (нар.. 1981) — російська актриса театру і кіно.

## Життєпис
Катерина Виноградова народилася 28 квітня 1981 року в Москві в родині актриси Тетяни Щанкіної.
Закінчила театральне училище імені Бориса Щукіна (майстерня Євгена Князєва).
Працює в театрі імені Є.Вахтангова.

## Ролі в театрі
Театр імені Єв. Вахтангова
- «Дядечків сон» — Машка
- «Мадемуазель Нітуш» — Лілія

Театр Націй
- «Жанна» — «Віка»

Театр кіноактора
- «Ангелова Лялька» — «Анна-Нюрка»

## Фільмографія

### Ролі в кіно
1. 2003 — 2009 — Адвокат — наречена Толі Кравченка (серія «Втеча»)
2. 2004 — На Верхній Масловці — епізод
3. 2005 — Російський бізнес XXI століття
4. 2006 — 2013 — Кулагін і партнери
5. 2006 — Аеропорт 2
6. 2006 — Марфа та її щенята — Катя
7. 2006 — Мисливець
8. 2006 — Остання сповідь — Ольга Іванцова
9. 2006 — Рекламна пауза — Вихователька
10. 2006 — Служба 21, або Мислити треба позитивно — Даша
11. 2007 — Закон і порядок: «Злочинні наміри» (1-2-й сезони) — Дана Круглова, медсестра («Дон Жуан»)
12. 2007 — Слуга Государевий — Мешканка села
13. 2007 — 1612
14. 2007 — Шляховики
15. 2008 — Багата і кохана — Анжела
16. 2008 — Мент в законі (телесеріал) — Люба, сестра Степана Кручі («Суддя і кат»)
17. 2008 — Проклятий рай 2 — Наташа
18. 2009 — В гонитві за щастям — Катерина Кононова
19. 2009 — Звіробій — Світлана
20. 2016 — Екіпаж — Марія, медсестра

### Озвучування
- 2005 — Фірмова історія
- 2008 — Моя любов (мультфільм)
- 2010 — Воруши ластами!
- 2010 — Бабій
- 2010 — План Б
- 2010 — Мачете (фільм)
- 2010 — Паранормальне явище 2
- 2010 — Пила 3D
- 2010 — Знайомство з Факерами 2
- 2011 — Бурлеск (фільм)